# Championnats de France de ski nordique 2015
Navigation
2014 2016
La 102e édition des Championnats de France de ski nordique a eu lieu du 27 au 29 mars 2015 à La Féclaz pour les épreuves de ski de fond et biathlon et à Chaux-Neuve pour les épreuves de combiné nordique et saut à ski.

## Résultats

### Ski de fond
| Épreuves             | Or | Argent                                                                                 | Bronze                                                                      |
| Sprint libre femmes  | Marion Buillet                                                                                         | Aurélie Dabudyk                                                                        | Marion Colin                                                                |
| Sprint libre hommes  | Cyril Gaillard                                                                                         | Renaud Jay                                                                             | Mathias Dheyriat                                                            |
| Skiathlon femmes     | Coraline Hugue                                                                                         | Anouk Faivre-Picon                                                                     | Célia Aymonier                                                              |
| Skiathlon hommes     | Robin Duvillard                                                                                        | Maurice Manificat                                                                      | Richard Jouve                                                               |
| Relais comité femmes | Massif jurassien 1- Lucie Colin - Loriane Sutter - Célia Aymonier                                      | Alpes-Provence 1- Flora Dolci - Laurie Giraud - Coraline Hugue                         | Savoie 1- Louise Richon - Laura Chamiot-Maitral - Marion Buillet            |
| Relais comité hommes | Massif jurassien 1- Martin Bourgeois République - Vivien Germain - Valentin Chauvin - Alexis Jeannerod | Mont-Blanc 1- Lucas Pollet-Villard - Martin Collet - Victor Roguet - Maurice Manificat | Dauphiné 1- Jérémy Royet - Camille Laude - Jules Lapierre - Robin Duvillard |

### Biathlon
| Épreuves                    | Or                                                               | Argent                                                                            | Bronze                                                              |
| Mass-start femmes (10 km)   | Marie Dorin-Habert                                               | Justine Braisaz                                                                   | Coline Varcin                                                       |
| Mass-start hommes (12,5 km) | Martin Fourcade                                                  | Simon Fourcade                                                                    | Antonin Guigonnat                                                   |
| Relais comité femmes        | Savoie 1 - Julia Simon - Justine Braisaz - Marine Bolliet        | Dauphiné 1 - Emilie Bulle - Chloé Chevalier - Marie Dorin-Habert                  | Dauphiné 2 - Juliette Ducordeau - Laurane Sauvage - Anaïs Chevalier |
| Relais comité hommes        | Dauphiné 1 - Rémi Salacroup - Émilien Jacquelin - Simon Fourcade | Mont-Blanc 1 - Felix Cottet-Puinel - Martin Perrilat-Bottonet - Antonin Guigonnat | Massif vosgien 1 - Émilien Claude - Fabien Claude - Florent Claude  |

### Combiné nordique
| Épreuve           | Or                  | Argent         | Bronze          |
| Individuel hommes | Jason Lamy-Chappuis | François Braud | Maxime Laheurte |

### Saut à ski
| Épreuves   | Or | Argent                                                                                                | Bronze                                                               |
| Femmes     | Coline Mattel                                                                                            | Léa Lemare                                                                                            | Julia Clair                                                          |
| Hommes     | Vincent Descombes-Sevoie                                                                                 | Paul Brasme                                                                                           | Nicolas Mayer                                                        |
| Par équipe | Mont-Blanc- Vincent Descombes Sevoie - François Braud - Noélig Revilliod-Blanchard - Thomas Roch-Dupland | Massif jurassien- Jason Lamy-Chappuis - Ronan Lamy Chappuis - Laurent Muhlethaler - Sébastien Lacroix | Savoie- Nicolas Mayer - Arthur Royer - Mathis Contamine - Léa Lemare |